# Attack on Pearl Harbor
Attack on Pearl Harbor là một game mô phỏng máy bay chiến đấu được 3DIVISION cùng Legendo Entertainment phát triển và Legendo cùng CDV Software phát hành. Trò chơi dựa trên trận tấn công Trân Châu Cảng và theo sau là các trận đánh tại đảo Wake, Midway và biển San Hô. Trò chơi được thể hiện thông qua góc nhìn thứ ba. Trong chiến dịch chơi đơn, người chơi sẽ vào vai một phi công của Không quân Lục quân Hoa Kỳ hoặc một phi công của Hải quân Đế quốc Nhật Bản. Thành phần chơi mạng cho phép người chơi tham gia vào cả lối chơi hợp tác và cạnh tranh.
Trò chơi được phát hành cho Microsoft Windows vào tháng 7 năm 2007. Nó nhận được nhiều ý kiến trái chiều từ giới phê bình, những người thường chấp thuận về lối chơi, điều khiển và đồ họa, mặc dù một số được chia theo độ chính xác của câu chuyện và lịch sử. Tựa game này về sau được phát hành cho WiiWare vào tháng 7 năm 2010 với tên gọi Pearl Harbor Trilogy – 1941: Red Sun Rising.

## Lối chơi

Người chơi hóa thân vào vai một phi công hư cấu trong trận tấn công Trân Châu Cảng.

Attack on Pearl Harbor thuộc thể loại mô phỏng máy bay chiến đấu dưới góc nhìn thứ ba. Trong phần chiến dịch chơi đơn của người chơi, người chơi sẽ chọn vào vai một trong hai phi công hư cấu: phi công của Không quân Lục quân Hoa Kỳ Douglas Knox hoặc phi công Hải quân Đế quốc Nhật Bản Zenji Yamada. Cả hai phi công đều có hai chiến dịch chơi đơn, bắt đầu trong trận tấn công Trân Châu Cảng và theo thứ tự thời gian gồm các trận chiến quan trọng sau đó, bao gồm Trận Đảo Wake, Trận Midway, và Trận chiến biển San Hô. Trò chơi cũng có các hoạt động trước Trận chiến quần đảo Santa Cruz và Trận Okinawa cho cả hai phi công. Các đoạn phim cắt cảnh của trò chơi được trình bày theo kiểu truyện tranh.
Người chơi được giao quyền điều khiển một số loại máy bay trong lịch sử, bao gồm Douglas SBD Dauntless, Aichi D3A, Vought F4U Corsair và Mitsubishi A6M Zero. Nếu người chơi thất bại trong một nhiệm vụ, các máy bay sẽ bị loại khỏi kho chứa và chiến dịch kết thúc trong thất bại một khi tất cả các máy bay bị lấy đi mất. Máy bay mang theo đạn dược không giới hạn, chỉ bị giới hạn bởi sự quá nhiệt cho súng máy và thời gian nạp đạn cho tên lửa, bom và ngư lôi. Người chơi có thể xem các góc nhìn khác nhau của máy bay, chẳng hạn như chế độ xem cánh và chế độ xem cảnh truy đuổi máy bay địch.
Thành phần chơi đơn cũng có chế độ mang tên Dogfight, trong đó người chơi chọn địa điểm, điều kiện thời tiết, loại máy bay và độ khó. Mục chơi vô tận sinh ra máy bay AI tấn công người chơi. Người chơi có thể chọn từ ba điều kiện chiến thắng khả dĩ: Time Attack, buộc người chơi phải sống sót trong một giới hạn thời gian nhất định; King of the Sky, tiêu diệt một số lượng máy bay nhất định của đối phương; hoặc Fly and Die, chỉ kết thúc khi người chơi bị địch bắn hạ.
Chế độ trực tuyến nhiều người chơi trong Attack on Pearl Harbor cho phép người chơi tranh tài lẫn nhau qua lối chơi hợp tác và cạnh tranh. Thành phần nhiều người chơi có hai mục chơi: Deathmatch, chiếc máy bay cuối cùng giành phần thắng; và Team Deathmatch, đội sống sót cuối cùng chiến thắng.

## Phát hành
Bản chơi thử phần chơi đơn cho Attack on Pearl Harbor được phát hành trên trang web của trò chơi vào ngày 18 tháng 5 năm 2007. CDV Software tiết lộ rằng bản demo đã nhận được hơn 175.000 lượt tải về. Ngày phát hành của trò chơi được công bố vào tháng 5 năm 2007. Trò chơi được gửi đi sản xuất vào ngày 5 tháng 7 năm 2007. Nhạc nền của trò chơi đã được Mad Villa Tunez phát hành trên các nền tảng phát trực tuyến vào ngày 30 tháng 11 năm 2012.

## Đón nhận
Attack on Pearl Harbor nhận được "những đánh giá trái chiều hoặc trung bình", theo Metacritic. Tristan Kalogeropoulos của PALGN đã viết rằng game mang đến "hành động 'arcadey' tuyệt vời và một số trận không chiến cực kỳ thú vị". Trong một đoạn hồi tưởng về game, John Walker của Rock, Paper, Shotgun đã ca ngợi sự hài lòng về phần chiến đấu. Ngược lại, Charles Onyett của IGN kết luận rằng game "tìm cách để có được thứ gì đó thú vị như trận không chiến của Thế chiến II trên Thái Bình Dương và biến nó thành một thứ lặp đi lặp lại như ném một quả bóng tennis vào tường".
Kalogeropoulos của PALGN ca ngợi sự thích thú về lối chơi và sự đơn giản trong cách điều khiển của trò chơi. John Walker của PC Gamer đã chỉ trích sự đơn giản và lặp lại của các nhiệm vụ trong game. Johnathan Neuls của Ars Technica đã mô tả các điều khiển tốc độ của trò chơi là "một mớ hỗn độn" do không thể đoán trước được.
Louis Bedigian của GameZone thì mô tả đồ họa là "tuyệt vời", ca ngợi sự hài lòng trong phần chiến đấu hiệu quả. Kalogeropoulos của PALGN đã ca ngợi đồ họa của trò chơi, lưu ý rằng chúng "không quá phức tạp nhưng... làm rất tốt việc khắc họa bầu trời của Thế chiến II". Neuls của Ars Technica khen ngợi phần thiết kế và độ chính xác lịch sử của những mẫu thiết kế máy bay. Brett Todd của GameSpot đã viết rằng địa hình này "hơi kỳ quặc" nhưng khen ngợi hiệu suất kỹ thuật của trò chơi. Walker của PC Gamer đã ca ngợi thời tiết và hiệu ứng phát ngôn trong game, nhưng chỉ trích việc thiếu chi tiết trên các công trình kiến trúc và máy bay.
Kalogeropoulos của PALGN cảm thấy rằng tính chất thông thường của các nhiệm vụ lịch sử trong game rất phù hợp với nội dung tổng thể. Todd của GameSpot mô tả các nhiệm vụ có vẻ "công thức hóa" nhưng mang tính giải trí, thích các nhiệm vụ chiến dịch hơn chế độ trực tuyến trống không. Neuls của Ars Technica đã chỉ trích câu chuyện và độ chính xác về mặt lịch sử của trò chơi, mô tả nó là "phiên bản Cliff Notes" của trận chiến. Onyett của IGN mô tả hành động của trò chơi là "vô tư đến nỗi nó trở nên nhàm chán trong khoảng 10 phút", đặc biệt chỉ trích sự lặp lại của các nhiệm vụ.